# Steady (Website)
Steady (steadyhq.com) ist eine deutsche Internetplattform zur Projektfinanzierung über Crowdfunding. Das gleichnamige junge Startup-Unternehmen mit Sitz in der Berliner Kulturbrauerei ist personell stark mit Krautreporter verknüpft, aber rechtlich unabhängig.

## Geschichte
Steady entstand aus einem früheren Projekt der Gründer Sebastian Esser und Philip Schwörbel: Krautreporter. Bei der Entwicklung von Krautreporter habe das Team zu wenig auf die Vermarktung geachtet, woraus in den ersten anderthalb Jahren des Projekts verschiedene Schwierigkeiten entstanden. Infolgedessen entstand die Idee zu einer Finanzierungsplattform für Projekte.
Im Rahmen der Entwicklung wurde Steady vom Digital News Initiative Innovation Fund gefördert, einem von Google ausgelobten Förderprogramm.
Von Oktober bis Dezember 2016 befand sich Steady in einer Alpha-Version. Mit Stand Januar 2017 wurde Steady offiziell in eine Beta-Phase mit zunächst 8 Teilnehmern überführt. Im Jahr 2021 kann die Plattform auf über 1000 Publisher und mehr als 110.000 zahlende Mitglieder aus 13 verschiedenen Ländern verweisen.
Für das Jahr 2024 vermeldete Steady-Gründer und -Geschäftsführer Sebastian Esser einen Umsatz von 18 Millionen Euro, ein Plus von 26 Prozent gegenüber dem Vorjahr. Die Plattform habe inzwischen 260.000 zahlende Mitglieder, mehr als 2.000 Creators verdienten mit Steady mindestens 100 Euro im Monat.

## Angebot
Steady möchte Crowdfunding für seine Kunden vereinfachen: Um verschiedene Zahlungsmethoden und -anbieter wie PayPal, verschiedene nationale Mehrwertsteuersätze oder rechtskonforme Rechnungslegung kümmert sich Steady. Steady ist für Nutzer kostenlos. Bei jeder Transaktion erhält das Unternehmen 10 % Provision von der Zahlungssumme, zzgl. Zahlungsgebühren der verwendeten Zahlungsmethode (Lastschrift, Paypal, Kreditkarte).

## Unternehmen

Logo von Steady bis 2019

Steady wird betrieben von der gleichnamigen Steady Media GmbH, einer haftungsbeschränkten Gesellschaft mit Sitz in Berlin. 2017 gab es 8 Mitarbeiter. Im Jahr 2021 beschäftigte Steady 32 Mitarbeiter.